# Tajemnica bladego konia
Tajemnica Bladego Konia (ang. The Pale Horse) – powieść Agathy Christie napisana w 1961 roku. W książce pojawia się Ariadne Oliver, autorka kryminałów, która wystąpiła w kilku innych powieściach Agathy Christie. 

## Opis fabuły
Zostaje zamordowany ksiądz katolicki, ojciec Gorman. Przy zmarłym znaleziono listę nazwisk. Mark Easterbrook, młody pisarz, z zaskoczeniem stwierdza, że trzy z wymienionych osób nie żyją. Podejrzewa, że również pozostałe osoby umarły. Zgony wydają się naturalne, ale Mark zaczyna łączyć sprawę z mieszkankami Much Deeping, które twierdzą, że potrafią zabić na odległość, nie kontaktując się nawet z ofiarą. Wraz ze swoją przyjaciółką, Mark zamierza zbadać sprawę. Postanawia skorzystać z usług kobiet, a Ginger ma grać jego znienawidzoną żonę. Wkrótce dziewczyna zaczyna chorować.
Tytułowy Koń jest nazwą pubu, nawiązującą do Czwartego Jeźdźca Apokalipsy, Śmierci.
Ekranizacja 20 odcinek 5 serii serialu Agatha Christie: Panna Marple.